# Amal Abdenour
Amal Abdenour née le 25 février 1931 à Naplouse et morte le 8 novembre 2020 à Limeil-Brévannes,, est une militante féministe palestinienne et artiste pionnière du Copy Art (ou Xerox art (en)) et de l'Art corporel. Après s'être exilée en Égypte en 1948, elle s'installe en France en 1961.

## Biographie
Originaire de Naplouse, la guerre israélo-arabe de 1948 contraint sa famille à s'exiler en Égypte.

### Formation
Exilée en Égypte, suit les cours de l’école des Beaux-Arts de Zamlek au Caire.
Elle entre aux Beaux-Arts de Paris en 1961 et en est diplômée l'année suivante.

## Analyse de l'œuvre
Amal Abdenour réalise dès le début des années 1970 des œuvres à l'aide de photocopieurs, d'abord noir et blanc puis couleur, dans lesquelles elle reproduit des parties de son corps.

## Expositions

### Expositions collectives
- Ars+Machina : infographismes, photographismes, reprographismes, Maison de la culture de Rennes, 3/11/1981-31/12/1981.
- Copy-art : électrographie, électroradiographie, télécopie, Dijon, 1984.
- What happened to the pioneers, Galerie Arts Technologiques de Montréal, 1995[3].
- Trans-realities : corps-art-société, 2011[5].
- Féminités, Toulouse, Espace Croix-Baragnon, 30/01/2014-15/02/2014.
- Spatialisations du Récit : Tome II, Paris, Enseigne des Oudin, 5/01/2021-20/02/2021.
- Artistes et machines, Valence, Centre del Carme, 26/12/2021-22/05/2022.
- Présences Arabes, Paris, Musée d'Art Moderne de Paris, 5/04/2024-25/08/2024.

### Expositions personnelles
- L’artiste et la machine : Amal Abdenour, 1970-1982, Paris, Palais de l’Unesco, 12-30/05/1986.
- De la tête aux pieds, Paris, Enseigne des Oudin, Mardi 5/11/2013-15/11/2013[6].
- Dans le labyrinthe de l'oreille coquillage, Paris, Enseigne des Oudin, 13/04/2024-8/06/2024.